# Finlande aux Jeux olympiques d'été de 1948
La Finlande participe aux Jeux olympiques d'été de 1948 à Londres au Royaume-Uni. 129 athlètes finlandais, 123 hommes et six femmes, ont participé à 84 compétitions dans 16 sports. Ils y ont obtenu vingt médailles : huit d'or, sept d'argent et cinq de bronze.

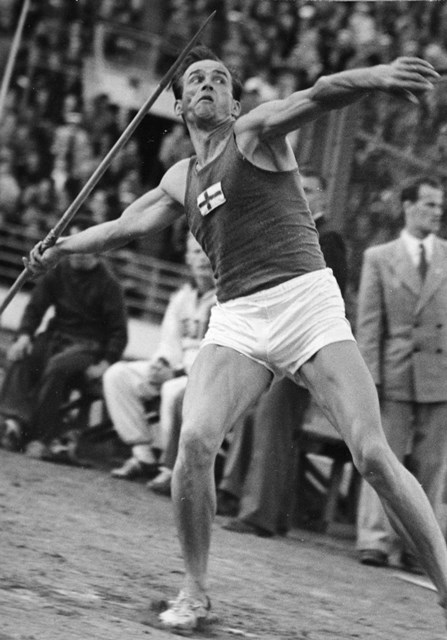
Tapio Rautavaara champion olympique au javelot.

## Médailles
| Médaille | Discipline  | Épreuve                                           | Athlète | Performance | Date |
| -------- | ----------- | ------------------------------------------------- | --- | ----------- | ---- |
| Or       | Gymnastique | Concours par équipes                              | Paavo Aaltonen Veikko Huhtanen Kalevi Laitinen Olavi Rove Aleksanteri Saarvala Sulo Salmi Heikki Savolainen Einari Teräsvirta |             |      |
| Or       | Gymnastique | Concours général individuel hommes                | Veikko Huhtanen |             |      |
| Or       | Gymnastique | Cheval d'arçons hommes                            | Paavo Aaltonen |             |      |
| Or       | Gymnastique | Saut hommes                                       | Paavo Aaltonen |             |      |
| Or       | Gymnastique | Cheval d'arçons hommes                            | Veikko Huhtanen |             |      |
| Or       | Gymnastique | Cheval d'arçons hommes                            | Heikki Savolainen |             |      |
| Or       | Athlétisme  | Lancer du javelot hommes                          | Tapio Rautavaara |             |      |
| Or       | Lutte       | Lutte libre - Poids mouche, - 52 kg               | Lenni Viitala |             |      |
| Argent   | Gymnastique | Barres parallèles hommes                          | Veikko Huhtanen |             |      |
| Argent   | Gymnastique | Saut hommes                                       | Olavi Rove |             |      |
| Argent   | Athlétisme  | Saut à la perche hommes                           | Erkki Kataja |             |      |
| Argent   | Athlétisme  | Lancer du javelot femmes                          | Kaisa Parviainen |             |      |
| Argent   | Canoë-kayak | 10 000 mètres kayak monoplace hommes              | Kurt Oskar Wires |             |      |
| Argent   | Lutte       | Lutte gréco-romaine - Poids mi-lourds, 79 - 87 kg | Kelpo Gröndahl |             |      |
| Argent   | Tir         | 300 m carabine trois positions                    | Pauli Aapeli Janhonen |             |      |
| Bronze   | Gymnastique | Concours général individuel hommes                | Paavo Aaltonen |             |      |
| Bronze   | Gymnastique |                                                   | |             |      |
| Bronze   | Gymnastique | Barre fixe hommes                                 | Veikko Huhtanen |             |      |
| Bronze   | Canoë-kayak | 1 000 mètres kayak biplace hommes                 | Thor Axelsson Nils Björklöf                                                                                                   |             |      |
| Bronze   | Canoë-kayak | 10 000 mètres kayak biplace hommes                | Thor Axelsson Nils Björklöf                                                                                                   |             |      |
| Bronze   | Lutte       | Lutte gréco-romaine - Poids mouche, - 52 kg       | Reino Kangasmäki |             |      |